# 堺市立五箇荘中学校
堺市立五箇荘中学校（さかいしりつ ごかしょう ちゅうがっこう）は、大阪府堺市北区にある公立中学校。
堺市立金岡北中学校の過密化解消のため、1978年に同校から分離開校した。学校は長尾街道沿いに立地している。

## 沿革
- 1978年4月1日 - 堺市立五箇荘中学校として開校。

## 通学区域
- 堺市立五箇荘小学校・堺市立五箇荘東小学校・堺市立新浅香山小学校の通学区域。

堺市北区 奥本町、蔵前町、新堀町、宮本町 北花田町、船堂町、常盤町、南花田町、東浅香山町3丁、東浅香山町4丁。

## 著名な出身者
- 阪口夢穂（サッカー選手：大宮アルディージャVENTUS）
- 坊野明里（バレーボール選手：ヴィクトリーナ姫路）
- 名願斗哉（サッカー選手：川崎フロンターレ）

## 交通
- 南海バス 公園北口バス停 北へ約0.4km。
- 阪和線 堺市駅 東へ約1.3km。
- Osaka Metro御堂筋線 北花田駅 南西へ約1.4km。